# جيلي جام
جيلي جام (بالإنجليزية:jelly jamm) هو مسلسل تلفزيوني إسباني بريطاني موجه للأطفال بالتقنية صور منشأة بالحاسوب، تم عرضه لأول مرة في 06 سبتمبر 2011 وإستمر حتى 17 مايو 2013 بمجموع 02 مواسم و78 حلقة، في العالم العربي تم عرض البرنماج مدبلجا للغة العربية لأول مرة على قناة كرتون نتورك بالعربية في فقرة كارتونيتو ولاحقا على عدة قنوات أخرى.
تتبع جيلي جام مغامرات سبع شخصيات، يعيشون على كوكب يدعى «جامبو». يحتوي الكوكب على مصنع للموسيقى ينشأ منه كل الموسيقى في الكون، ويتم إنتاج هذه الموسيقى باستمرار من خلال الفقاعات. إذا توقف هذا المصنع، فسوف يتم تعليق الشخصيات في وضع ثابت ولن تكون قادرة على الحركة بدون ذاكرة. وفي كل حلقة تتفاعل الشخصيات مع بعضها البعض في مختلف الألعاب والأنشطة، وتعلم الأخلاق والدروس. العرض موجه للأطفال من عمر 4-9 سنوات.

## وصلات خارجية
- جيلي جام على موقع IMDb (الإنجليزية)
- جيلي جام على موقع قاعدة بيانات الفيلم (الإنجليزية)